# Университетский переулок (Екатеринбург)

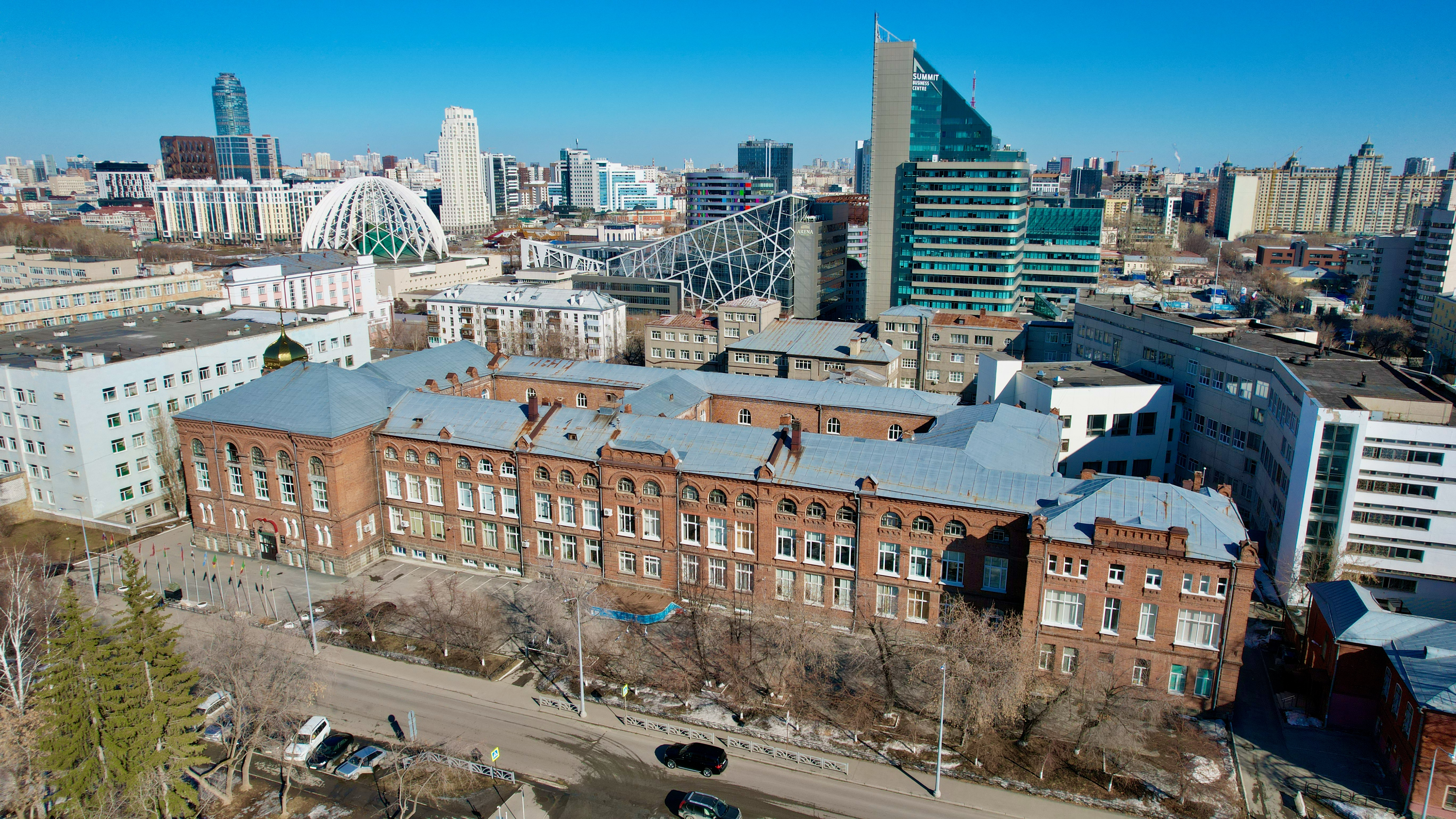
2-й корпус УГГУ (дом № 9)

Университе́тский переу́лок — переулок в жилом районе «Центральный» Ленинского административного района Екатеринбурга.

## Расположение и благоустройство
Университетский переулок проходит параллельно улице 8 Марта с севера на юг, начинается от улицы Куйбышева и заканчивается у улицы Декабристов. Пересечений с улицами нет. Справа к переулку примыкают улицы Народной Воли и Зелёная Роща. Протяжённость улицы составляет 490 метров. Ширина проезжей части в среднем семь-восемь метров (по одной полосе в каждую сторону). На протяжении переулка имеется один нерегулируемый пешеходный переход, светофорров нет. С обеих сторон Университетский переулок оборудован тротуарами.

## История
Университетский переулок возник, выделившись односторонней застройкой от Щепной площади, но названия первоначально не имел. В 1920-х годах переулок получил название Университетского потому, что в новом корпусе женского епархиального училища (дом № 9) в 1920 году разместились факультеты только что образованного Уральского университета (позднее здание занял Горный институт).
С западной стороны переулка на него выходят фасады трёх церквей Ново-Тихвинского женского монастыря — Введенской, Феодосиевской, Скорбященской, ограда монастыря с воротами и территория спортивного комплекса «Юность». Восточная сторона переулка на участке между улицами Куйбышева и Народной Воли в советское время была застроена среднеэтажными жилыми домами типовых серий.

## Транспорт

### Наземный общественный транспорт
Движение общественного транспорта по переулку не осуществляется. Ближайшая остановка к началу переулка — «Горный институт» (ул. Куйбышева), к концу переулка — «Декабристов» (ул. 8 Марта).
- «Горный институт»:

Автобус: № 14, 41.
- «Декабристов»:

Автобус: № 23, 46, 50а, 50 м, 57, 76;
Трамвай: № 1, 4, 5, 9, 14, 15, 25, 27;
Маршрутное такси: № 011, 012, 016, 018, 019, 024, 030, 039, 044, 047, 050, 055, 056, 057, 197.

### Ближайшие станции метро
В 150 м восточнее от начала Университетского переулка находится станция 1-й линии Екатеринбургского метрополитена  «Геологическая», в 600 м юго-восточнее конца переулка находится законсервированная станция этой же линии  «Бажовская».